# Confédération équatorienne des organisations syndicales libres
La  Confederación Ecuatoriana de Organizaciones Sindicales Libres (CEOSL - Confédération équatorienne des organisations syndicales libres) est un syndicat équatorien fondé en 1962. Elle est affiliée à la Confédération syndicale des travailleurs et travailleuses des Amériques et à la Confédération syndicale internationale.